# Karl de Bouché

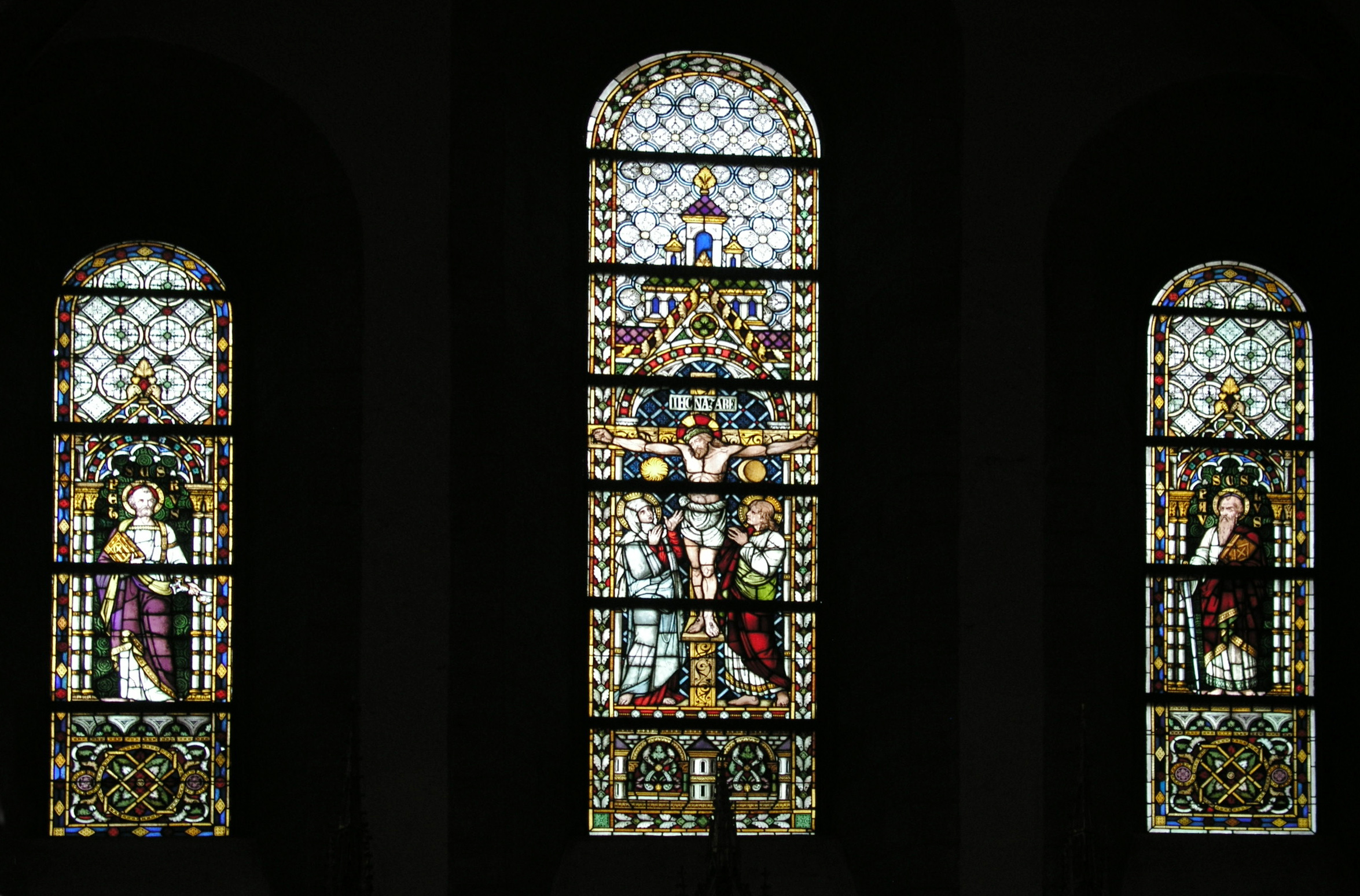
Witraże w katedrze w Visby

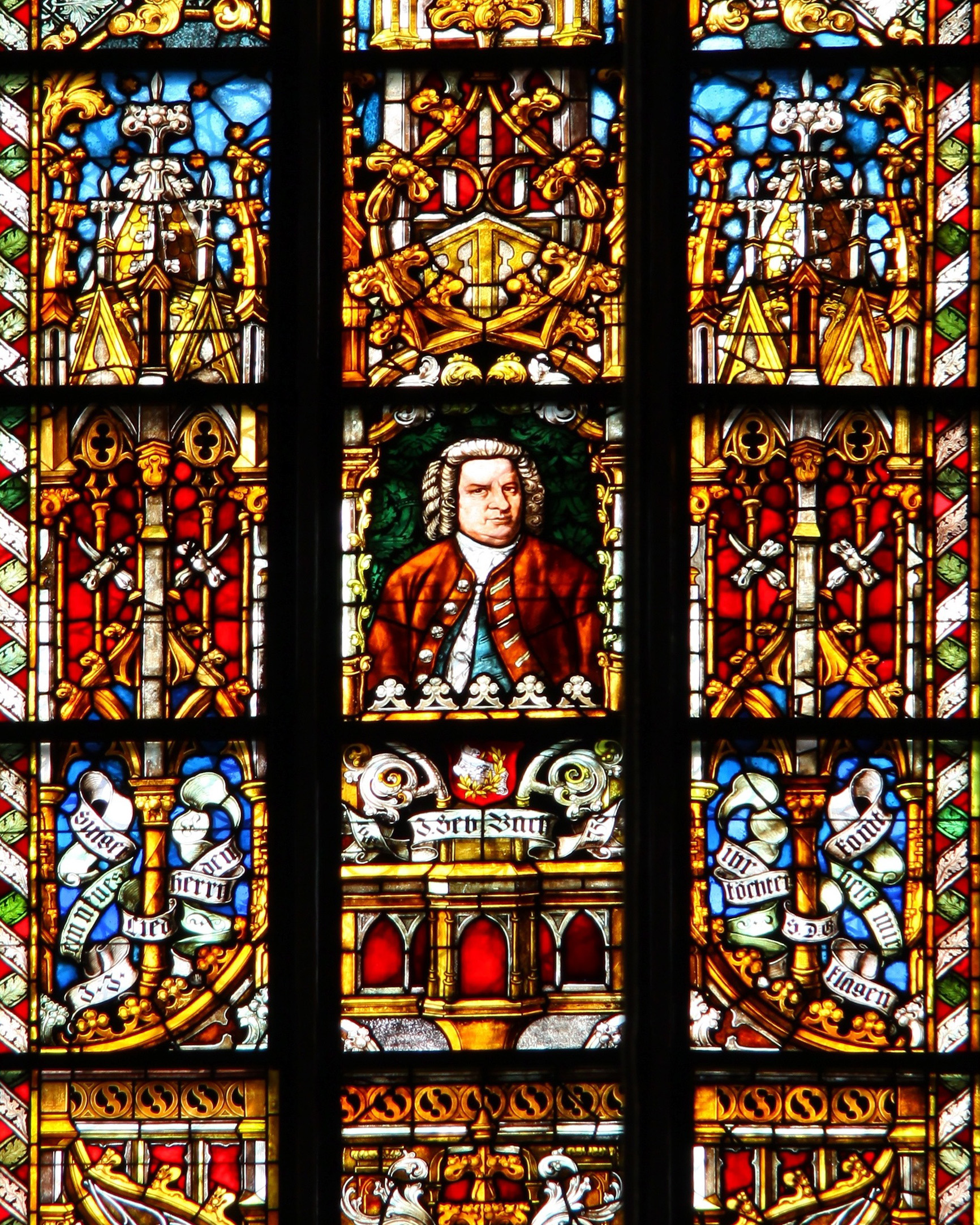
Witraż z Janem Sebastianem Bachem w kościele św. Tomasza w Lipsku

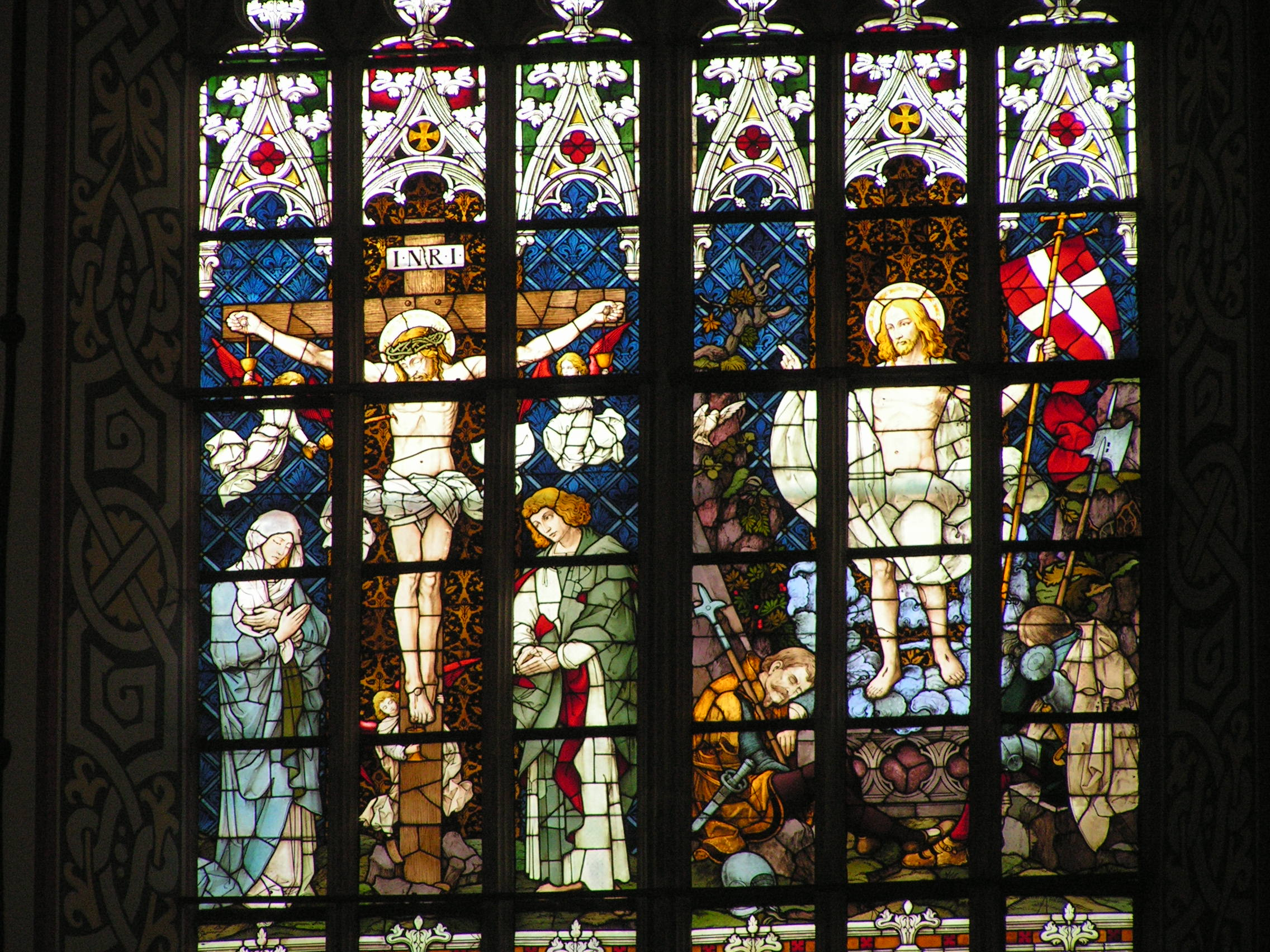
Witraż ołtarzowy: Ukrzyżowanie i Zmartwychwstanie Chrystusa w kościele Mariackim w Legnicy

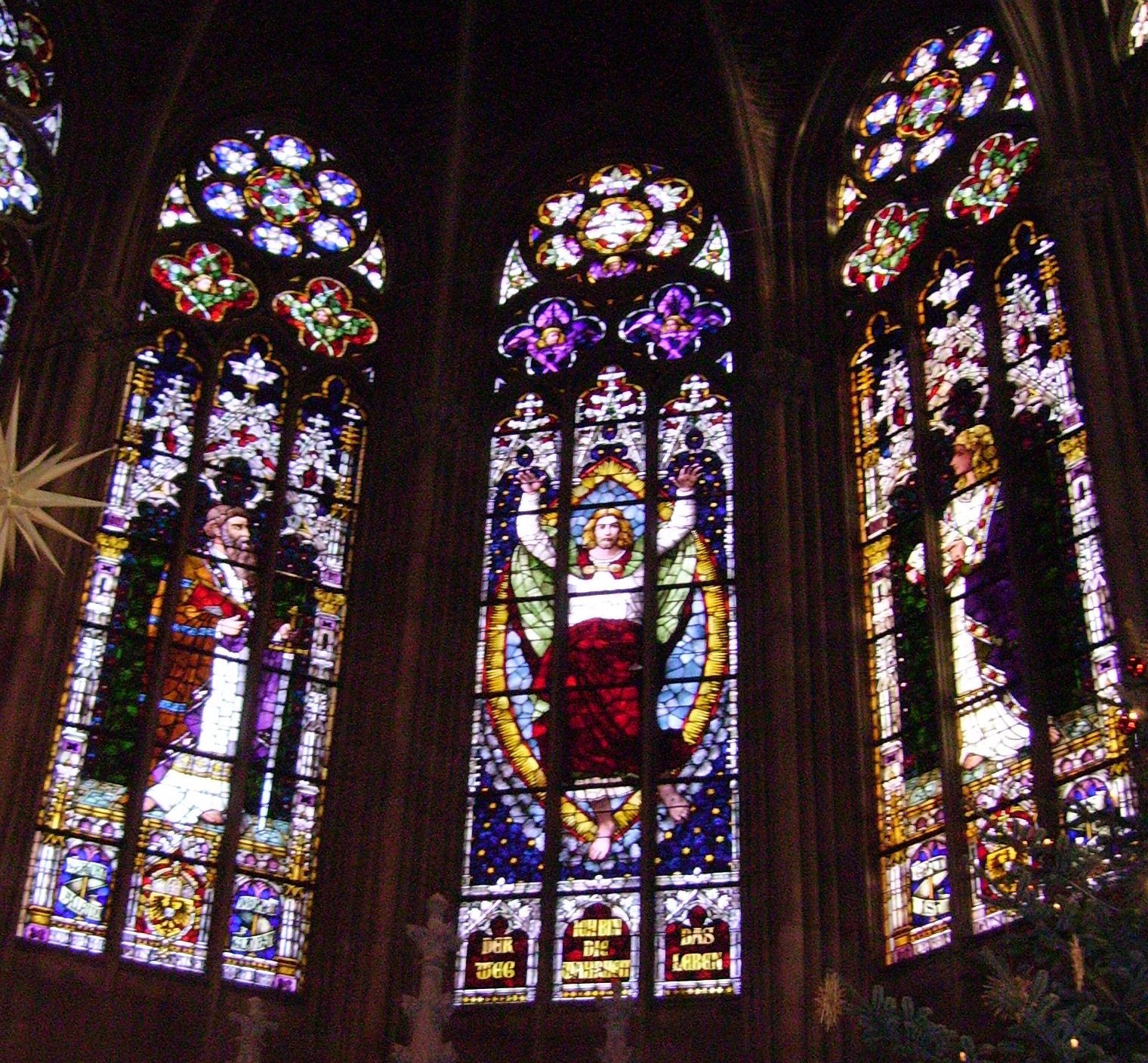
Okna w prezbiterium w Spirze

Karl de Bouché, także Carl de Bouché (ur. 16 lipca 1845 w Monachium, zm. 2 marca 1920 tamże) – twórca witraży w stylu historyzmu.

## Życiorys
Od 1864 do 1867 Bouché studiował malarstwo w Królewskiej Akademii Sztuk Pięknych, a następnie poświęcił się malarstwu pejzażowemu i rodzajowemu. Oprócz tego zajmował się również malowaniem na szkle. Od 1868 do 1873 roku uczył się i pracował w zakładzie Wladimira von Swertschkoffa, produkującym witraże w Oberschleißheim. 10 maja 1873 założył w Monachium własny zakład produkujący witraże, który odniósł sukces. W 1887 roku mógł zbudować dom i studio w Schwabing przy ulicy  Ainmillerstrasse nr 8 (zburzony w 1944 roku).  Później kupił jeszcze domy przy ulicy  Ainmillerstraße 7, 11 i 29.  Od 1889 roku nosił nazwę królewskiego dworskiego witrażysty; od 1901 roku także jako nadworny witrażysta Jego Cesarskiej Mości Cesarza Niemiec i króla Prus. W listopadzie 1906 roku jego studio odwiedził cesarz Wilhelm II.
W 1917 roku firmę przejął syn i jego uczeń  Carl de Bouché (ur. 10 maja 1869 roku), która później znajdowała się przy pałacu Nymphenburg.

## Twórczość
Bouché dostarczał przede wszystkim witraże do budowli kościelnych, z których jednak wiele uległo zniszczeniu. Wśród nich były:
- katedra w Visby,
- katedra w Augsburgu,
- katedra św. Dionizego Areopagity w Atenach,
- witraż przedstawiający Jana Sebastiana Bacha w kościele św. Tomasza w Lipsku (1895),
- kościół św. Mikołaja w Lipsku,
- okna w prezbiterium w Gedächtniskirche der Protestation w Spirze (na zlecenie cesarza Wilhelma II),
- witraże cesarskie w katedrze św. Wojciecha i Najświętszej Marii Panny w Królewcu, kościele Mariackim w Legnicy, Lüneburgu, Wiesbaden i w kościele Mariackim w Lubece (1913, zniszczony w 1942),
- St. Georgs-Kirche w Dinkelsbühl,
- Dominikanerkirche St. Blasius w Ratyzbonie,
- kościół św. Anny w Lehel,
- kościół St. Benno w Monachium.

Od rządu Bawarii otrzymał zlecenie renowacji starych witraży w katedrze w Ratyzbonie i w Münnerstadt.
Wykonał również liczne witraże w wielu budynkach świeckich, przede wszystkim w Monachium (między innymi w Nowym Ratuszu, jak również w Bayerisches Armeemuseum (Bawarskie Muzeum Armii) i na dworcu głównym). W czasie II wojny światowej uległy zniszczeniu jego witraże na lipskim uniwersytecie (biblioteka uniwersytecka,  Augusteum).